# Maserati 150 GT Spider
La Maserati 150 GT Spider, chiamata anche Maserati 150 GT Spyder Fantuzzi, è un prototipo prodotta dalla casa automobilistica italiana Maserati nel 1957.
Si trattava di un esemplare unico di vettura stradale Maserati a quattro cilindri con una carrozzeria spider.

## Storia e sviluppo
La 150 GT venne creata con l'esigenza di sostituire la famiglia delle auto stradali A6. Il capo ingegnere Giulio Alfieri fu il responsabile del progetto realizzato sotto il patrocinio del reparto corse della Maserati. Il progetto mirava a creare un'auto sportiva che potesse essere venduta in numero significativo a clienti facoltosi in concorrenza con sportive come la Porsche 550 Spyder.
La realizzazione della carrozzeria venne affidata a Medardo Fantuzzi della Carrozzeria Fantuzzi. Poiché Fantuzzi di solito realizzava progetti di altri costruttori, la carrozzeria in alluminio della 150 GT Spider venne ispirata dal lavoro di Pietro Frua, con elementi che si trovano anche sulle Maserati carrozzate Zagato. L'auto era caratterizzata da una capote con finestrini laterali avvolgibili.

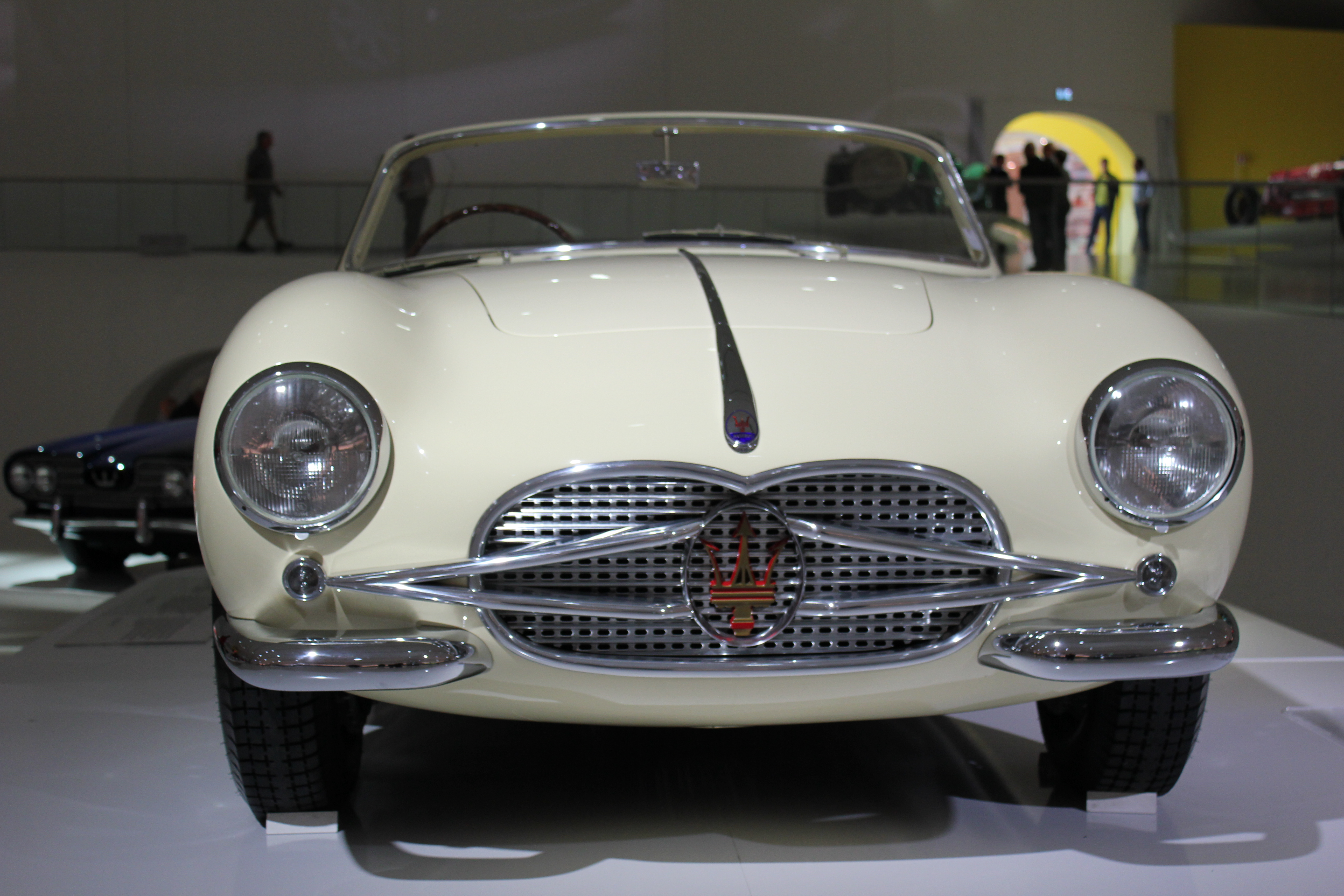
Maserati 150 GT esposta al Museo Enzo Ferrari

La 150 GT è rimasta allo stato prototipale in un unico esemplare e non venne mai prodotta in serie, poiché la costruzione sarebbe stata troppo complessa e costosa per portare profitto alla società che aveva già deciso di puntare sul progetto 3500 GT.
L'auto è rimasta invenduta ed è stata conservata in fabbrica per alcuni anni. Dopo la presentazione al pubblico, Maserati decise di vendere la 150 GT.

## Tecnica
La 150 GT aveva un motore leggermente depotenziato derivato dalla Maserati 150S. Era un quattro cilindri in linea con carburatori più piccoli e un rapporto di compressione inferiore rispetto al motore originale, con 81 per 72 mm di alesaggio e corsa per una cilindrata totale di 1484,1 cm³. La potenza era di 130 CV a 6800 giri/min. Il propulsore era alimentato da due carburatori Weber a doppio corpo e aveva una configurazione DOHC con due candele per cilindro. Il sistema di lubrificazione fu modificato per un più facile utilizzo su strada con una pompa dell'olio della 150S. Il cambio manuale era a quattro marce tutte sincronizzate.
Le sospensioni anteriori erano indipendenti con molle elicoidali e ammortizzatori idraulici Houdaille. La sospensione posteriore era del tipo ad asse rigido con balestre semiellittiche. I freni anteriori erano a tamburo idraulici di una Maserati 250F e quelli posteriori di una A6GCS. Inoltre, il meccanismo di sterzo proveniva sia dalla 250F che dalla A6G/2000.